# Tísifoné
Tísifoné (latinsky Tisiphone) je postava řecké mytologie, jedna ze tří Erínyí, bohyň pomsty a kletby. Bývá nazývána Mstitelka vražd.
Další dvě Erínye jsou Alléktó a Megaira.